# Alfredo Pochettino
Alfredo Pochettino (Roma, 7 novembre 1876 – Torino, 23 agosto 1953) è stato un fisico e scienziato italiano.

## Biografia
Nacque a Roma da genitori piemontesi. Si laureò in Fisica-chimica presso l'Università di Roma il 2 giugno 1898, sotto la direzione scientifica di Pietro Blaserna.
Nel luglio 1902, per concorso, ottenne un posto di assistente presso l'Ufficio Centrale di Meteorologia e Geodinamica in Roma. Nel 1904, dopo aver ottenuto la libera docenza, ritornò presso l'Istituto Fisico dell'Università di Roma. Nel 1907, fu nominato professore straordinario all'Università di Sassari. Ordinario nel 1911, fu trasferito a Genova nel 1916 e all'Università di Torino nel 1917, dove ricoprì fino al 1946 la cattedra di Fisica sperimentale.
Egli svolse la sua attività scientifica a Torino, per 35 anni, meritando la medaglia d'oro di benemerenza e ricoprendo importanti cariche. Dal dicembre 1924 al novembre 1928 fu rettore dell'Università di Torino. Fu autore di un centinaio di pubblicazioni scientifiche, delle quali una parte riguardarono la geofisica.
Dal 1920 fu socio nazionale dell'Accademia delle Scienze di Torino e dal 1924 socio corrispondente dei Lincei. Tra i suoi allievi vi furono Antonio Rostagni e Domenico Pacini.